# Café Quijano
Café Quijano es un grupo musical español de rock latino, con origen en la ciudad de León.

## Historia
El grupo está compuesto por los tres hermanos Quijano: Manuel, Óscar y Raúl, originarios de León, España. En el centro de esta ciudad son propietarios de un café-concierto, cuyo nombre da título a una de sus más famosas canciones: «La Lola». Es en este local es donde la banda comienza a tener su primer contacto con el público tocando en directo.
En 1996, grabaron una primera maqueta y se organizó el que sería su debut ante el gran público en el teatro Emperador de León. Todo ello, llevó a la banda a captar la atención de la discográfica Warner, con quien firmaron su primer contrato discográfico.
Han publicado cuatro CD con gran éxito. También presentan galas y colaboran con importantes nombres como Ricardo Franco, Armando Manzanero, Humberto Gatica, Kenny O'Brien, David Foster, Raphael, Joaquín Sabina o Céline Dion, entre otros, además de su incursiones en cine como la aparición en la película de 2001 Torrente 2: misión en Marbella, la aportación de bandas sonoras como la película de 2002 de Disney Lilo & Stitch, o sus múltiples apariciones en televisión como en la famosa serie española Aquí no hay quien viva.
Algo importante a destacar es la gran labor que han ejercido como embajadores de su tierra, promocionando la imagen de León alrededor del mundo, para fomentar el turismo regional.

### Comienzos y primer álbum.Café Quijano(1998)
Su primer trabajo con Warner, en 1998, fue el lanzamiento del primer álbum del mismo nombre de la banda: Café Quijano, que incluye la colaboración del cineasta Ricardo Franco con el tema «Loco de amor» y que supuso una posterior gira de más de cincuenta conciertos por España, lo que les hizo merecedores del favor y reconocimiento del público, alcanzando rápidamente un alto nivel de popularidad. 

### La extraordinaria paradoja del Sonido Quijano(1999)
Con el lanzamiento, en 1999, de su segundo álbum de estudio, titulado La extraordinaria paradoja del Sonido Quijano, alcanzan un éxito sin precedentes y se convierten en uno de los referentes de la música en español a nivel internacional, siendo su primer sencillo, «La Lola», número 1 en emisoras de radio de más de treinta países. 
Este álbum, que se convertirá en doble platino en España y Top 10 de ventas en la lista AFYVE, cuenta con la colaboración del músico y productor Lulo Pérez y el compositor y arreglista Juan Carlos Calderón.
Los dos años posteriores al lanzamiento de este álbum, suponen una gira de conciertos de gran despliegue y numerosos actos, colaboraciones y reconocimientos, entre los que se incluyen las dos nominaciones a mejor nuevo grupo en los Latin Grammy Awards y a mejor álbum de rock pendenciero alternativo en los Grammy Academy Awards, convirtiéndose así en el primer grupo español en ser nominado al Grammy estadounidense en sus 43 ediciones hasta ese momento.
Destaca además su colaboración en el disco Duetos de Armando Manzanero con el tema Esperaré, la inclusión del tema Así se va como BSO de la película Por la liebre, la utilización del sencillo De sol a sol en la sintonía de la serie de televisión Abierto 24 Horas o su participación en la película Torrente 2: Misión en Marbella de Santiago Segura, en la que además de aparecer junto a la modelo y actriz Inés Sastre, aportan un tema llamado En mis besos.

### La taberna del Buda(2001)
El tercer álbum de estudio sale al mercado en 2001, bajo el título de La taberna del Buda, que vende cerca de un millón de copias. Producido por Humberto Gatica, coproducido por Kenny O'Brien y grabado en Los Ángeles, se compone de un elenco que demuestra la liga en la que Café Quijano juega en estos momentos, contando con el mismísimo David Foster al piano, además de la colaboración de músicos como Michael Landau, Abraham Laboriel, Vinnie Colautta o Jerry Hey. 
La taberna del Buda traerá consigo una espectacular gira en 2002, haciendo sustentar al grupo el récord de artista español que más directos ha ofrecido en una sola gira, con más de doscientos conciertos y un millón de espectadores como asistentes, lo que les consolida como una de las bandas más importantes y de mayor proyección internacional de su país, recibiendo el Premio de la Academia de la Música a la Mejor Gira y el Premio Ondas. 
Este mismo año, entre otras colaboraciones, participarán en la banda sonora de la película de Disney Lilo & Stitch, con la versión de Elvis Presley del tema Burning Love, Ardiente amor.

### ¡Qué grande es esto del amor!(2003)
¡Qué grande es esto del amor! (2003) es el siguiente trabajo de estudio de la banda, incluyendo colaboraciones de lujo como las de Céline Dion en el tema Nadie lo entiende o Joaquín Sabina en No tienes corazón.
En 2004 participan en la gala homenaje a Carlos Santana, nombrado persona del año por la Latin Recording Academy, junto a otras estrellas del nombre de Black Eyed Peas, Fher, del grupo Maná; La Ley, Dave Matthews, Ozomatli, Robi Rosa, Rob Thomas o Julieta Venegas. Además, vuelven a estar nominados al Latin Grammy por ¡Qué grande es esto del amor! y componen el tema Sírvame una copita para la Selección Española de Fútbol en la Eurocopa 2004. Este año se completará con una amplia gira nacional e internacional.

### Grandes éxitos y nuevos proyectos (2004-2009)
Tras años de incombustible trabajo y una vez finalizada la gira de su último disco, los hermanos Quijano deciden afrontar nuevos retos en solitario. Manuel funda su propio sello, Rebel Records, con el que lanza sus dos discos en solitario Vidas y venidas y Santa Mónica Boulevard en 2007 y 2008 respectivamente, además de hacer incursiones en el mundo del motor y la fotografía. Óscar participa en la banda sonora y en el elenco de la telenovela Romeo y Julieta y compone múltiples temas para otros artistas, además de componer la canción oficial de la Liga Nacional de Fútbol Profesional en 2008. 
Raúl, por su parte, publica en 2009 su primer trabajo en solitario Trozos of love e inicia una gira promocional por diferentes puntos de España a lo largo del año 2010. Durante este periodo de tiempo, se publica por parte de la compañía Warner en 2008 Grandes éxitos, un disco que sin promoción alguna alcanza altos índices de venta.

### Vuelta a la actividad (2010-2011)
En noviembre de 2010 se emite un comunicado de prensa que anuncia la vuelta de la banda con motivo de la Feria Internacional del Libro en Guadalajara (México). El motivo no es otro que representar a su ciudad, León, en el que es uno de los eventos culturales de habla española de mayor envergadura internacional. Con los lemas en esta feria de Castilla y León es vida y Castilla y León, cuna del español, Café Quijano ejercen nuevamente como embajadores de su tierra por el mundo.
El 27 de noviembre, dentro de la programación de este evento, ofrecen una rueda de prensa donde se plantea por parte de los medios convocados el rumor de una posible vuelta definitiva como formación. Aclarando que se trata esta de una cita puntual sin más planes por el momento, no cierran las puertas a un regreso de la banda en el futuro que depende de su felicidad, ya que si bien se sienten felices como hermanos, el hecho de compartir su trabajo como músicos es motivo de mayor orgullo y están cerca de determinar que su felicidad irá de la mano de su unión musical.
El 28 de noviembre ofrecen un concierto ante más de 5000 personas en la explanada de la FIL, llenando el aforo del recinto. En este repasan sus mayores éxitos y se reencuentran con su público en Guadalajara tras diez años desde su última visita en esta ciudad.
Finalmente, el 9 de marzo de 2011 declaran estar preparando una gira por España y América Latina, confirmando al fin su vuelta a los escenarios aunque sin nuevo disco por el momento.

### Trilogía deOrígenes: El bolero(2012-Actualidad)
Después de ocho años en los que los miembros de la banda impulsan sus diferentes carreras en solitario y tras un periodo de gestación aproximado de dos años, el 30 de octubre de 2012 se produce el lanzamiento de su quinto álbum de estudio: Orígenes: El Bolero, el cual se convierte en cuestión de horas en el número uno de álbumes más vendidos en iTunes España.
Desmarcándose del sonido de sus últimos trabajos y tal y como su propio nombre indica, Orígenes: El Bolero se trata de un disco en el que la banda regresa a sus raíces, a la música que escucharon desde su infancia, influenciados como siempre apuntan, por sus padres, y en su tierra. Es por esto que en esta ocasión la grabación se realiza en su ciudad, León, en el estudio que los hermanos preparan en su propia casa y en un entorno familiar en el que se han rodeado de grandes amigos así como fichajes de excepción como Kenny O'Brien, productor, arreglista y ganador de varios Grammy, con quién, además de mantener una gran amistad, han colaborado estrechamente en trabajos anteriores como La taberna del Buda. Otra colaboración destacada es la de uno de los nombres más internacionales de este género, el músico Armando Manzanero, que participa en el tema que da broche al disco: Quiero que mi boca se desnude.
Orígenes: El Bolero se compone de once nuevas composiciones (doce en su edición a través de Internet con Y mientras tanto) que los hermanos han impregnado de un sonido con reminiscencias tradicionales, que recuerdan a la música cubana de antaño y a los boleros clásicos de Los Panchos, y que sin embargo lleva el inconfundible sello del "sonido Quijano", y son piezas del presente. En diciembre de 2012, y sin haber transcurrido un mes desde su lanzamiento al mercado, las ventas que acompañan al álbum lo llevan a alcanzar el Disco de Oro. Cuatro meses después Orígenes: El Bolero alcanza el Disco de platino y se mantiene en el Top 10 de los álbumes más vendidos en España.
El 18 de enero de 2013, Café Quijano comienza su nueva gira, punto de partida para la presentación en directo de su nuevo álbum, que continua con una serie de conciertos que les lleva por una centena de localidades españolas durante la primera parte de lo que será Orígenes: El bolero TOUR. En esta ocasión, el directo se presenta en un ambiente más íntimo y acústico que en giras anteriores, sobre el escenario de teatros y auditorios donde se crea un entorno más acorde con el género del bolero, y con una mayor cercanía del público. Orígenes: El bolero TOUR posteriormente la gira desembarca en América Latina y EE. UU. desde abril de 2013 hasta noviembre del mismo año habiendo agotado localidades en la práctica totalidad de ciudades.
El 25 de noviembre de 2013, presentan el segundo volumen, Orígenes: El Bolero Vol.2, volviendo a ser disco de platino y realizando una gira repitiendo el éxito del tour anterior. Este álbum supone su cuarta nominación en la XV edición de los Latin Grammy Awards, ceremonia en la que comparten escenario con diversos artistas internacionales como Ricky Martin, Pitbull o Carlos Santana.
El 2 de diciembre de 2014, el grupo leonés presentó el tercer volumen, Orígenes: El Bolero Vol.3, cerrando así una trilogía dedicada al bolero presentada en EE. UU., así como en todos los mercados de América Latina.
Durante el año (2015) la banda continuó cosechando éxitos, realizando una amplia gira por España, graban un nuevo álbum en directo y preparan el lanzamiento de un "Best Of" en EE. UU. y en América Latina, en el último cuarto de este mismo año, se centran básicamente en la promoción de "Orígenes: El Bolero Vol.3 " en EE. UU. 
Vuelven a ser nominados en la XVI edición de los Latin Grammy Awards (2015) con cuatro nominaciones, convirtiéndose el grupo con más nominaciones de dicha edición.

## Discografía

### Álbumes
- Café Quijano (1998) (+ 100.000 Copias)
- La extraordinaria paradoja del Sonido Quijano (1999) (+ 500.000 Copias)
- La taberna del Buda (2001) (+ 700.000 Copias)
- ¡Qué grande es esto del amor!  (2003) (+ 800.000 Copias)
- Grandes éxitos (2008) (+ 30.000 Copias)
- Orígenes: El Bolero  (2012) (+ 80.000 Copias)
- Orígenes: El Bolero Vol. 2  (2013) (+60.000 Copias)
- Orígenes: El Bolero Vol. 3  (2014) (+40.000 Copias)
- Orígenes: El Bolero en Directo (2015) (+20.000)
- La vida no es la, la, la (2018)
- Manhattan (2022)
- Miami 1990 (2025)

### Colaboraciones y otros trabajos
- Duetos de Armando Manzanero con el tema Esperaré (2001)
- Así se va: tema compuesto para la banda sonora de la película Por la liebre (2000)
- Chévere Chévere Chón: colaboración para el álbum ¿Cómo están ustedes? de Miliki (2000)
- Duetos de Armando Manzanero con el tema Esperaré (2001)
- En mis besos: tema compuesto para la banda sonora de la película Torrente 2: Misión en Marbella (2001)
- Ardiente amor: versión de Burning Love de Elvis Presley para la banda sonora de la película Lilo & Stitch de Disney (2002)
- Sírvame una copita: tema de la Selección Española de Fútbol para la Eurocopa (2004)
- Cameo en el episodio Érase una fiesta de Aquí no hay quien viva
- Canción con Taburete Salto al vacío

## Premios
- Premio Amigo al mejor artista nacional (2001)
- Premio especial Protagonistas de Onda Cero (2001)
- Premio Españoles en el Mundo Mejor Artista Nacional (2002)
- Premio Fundación Clínica San Francisco (2002)
- Premio Ondas al mejor artista nacional (2002)
- Premio Turismo Castilla y León al mejor artista en directo (2002)
- Premio especial El Norte de Castilla (2002)
- Premio Gredos al mejor artista (2002)
- Premio de la Música al mejor artista y mejor gira (2002)

### Nominaciones
- Premios de la Música 4 nominaciones: Premio a la mejor canción por La Lola (2000)
- Latin Grammy Awards al mejor artista (2000)
- Premios Lo Nuestro en EE. UU. (2001)
- Grammy Academy Awards Mejor Artista (2001)
- Doble nominación al Premio Amigo (2002)
- Premio Amigo al mejor grupo español (2003)
- Latin Grammy Awards al mejor álbum de rock de un grupo por  ¡Qué grande es esto del amor! (2004)
- Latin Grammy Awards al mejor álbum de pop tradicional por  Orígenes el Bolero Vol.2  (2014)
- Latin Grammy Awards a grabación del año, álbum del año por  Orígenes el Bolero Vol.3  (2015)
- Latin Grammy Awards al mejor álbum del año por  Orígenes el Bolero Vol.3  (2015)
- Latin Grammy Awards al mejor álbum de pop tradicional por  Orígenes el Bolero Vol.3  (2015)
- Latin Grammy Awards al mejor productor del año por  Orígenes el Bolero Vol.3  (2015)